# Jüdische Gemeinde Brieg
Die Jüdische Gemeinde in Brieg (polnisch Brzeg), einer Kreisstadt des Powiat Brzeski in der Woiwodschaft Oppeln in Polen, ist durch Quellen aus dem 14. und 15. Jahrhundert belegt.  

## Geschichte

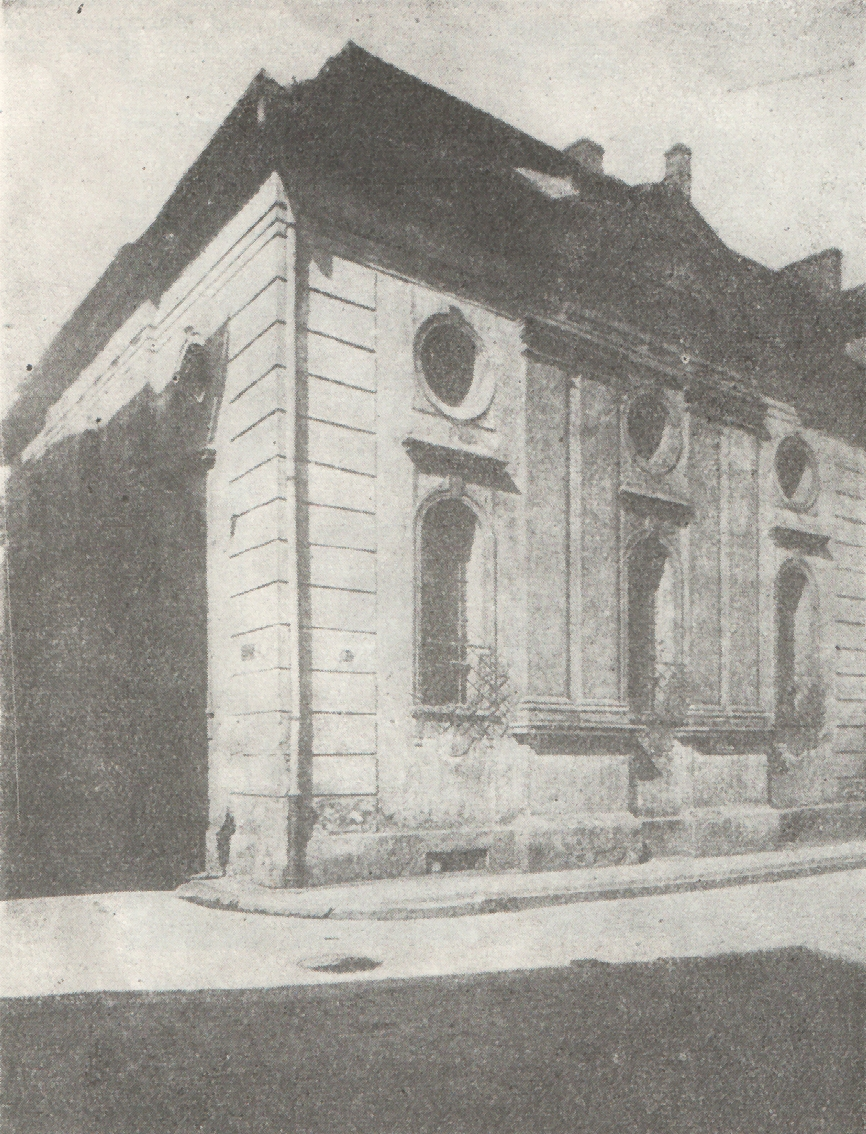
Synagoge in Brieg, um 1935

Schutzbriefe der Piastenherzöge aus dem 14. und 15. Jahrhundert verliehen jüdischen Kaufleuten und Handwerkern das Bleiberecht gegen Schutzgeldzahlungen. Infolge eines Edikts Kaiser Rudolphs II. von 1582 wurden alle Juden aus Brieg vertrieben. Erst nach dem Dreißigjährigen Krieg gab es in der Stadt wieder eine jüdische Gemeinde.
Im Jahr 1799 wurde die neue Synagoge im klassizistischen Stil erbaut. Die jüdische Gemeinde hatte Mitte des 19. Jahrhunderts circa 350 Mitglieder. Bis 1933 ging ihre Anzahl auf 255 zurück. Im Jahr 1938 lebten in Brieg nur noch 160 Personen jüdischen Glaubens. Wie in allen Städten des Deutschen Reiches besiegelte auch in Brieg die sogenannte „Reichskristallnacht“ vom 9. November 1938 das gewaltsame Ende der jüdischen Gemeinde. Wem nicht mehr die Emigration ins Ausland gelang, der wurde Opfer der Shoa. Das Gedenkbuch des Bundesarchivs verzeichnet 137 in Brieg geborene jüdische Bürger, die dem Völkermord des nationalsozialistischen Regimes zum Opfer fielen.